# Хитров Степан Дмитрович
Степан Дмитрович Хитров (27 грудня 1910, село Верхній Карачан, тепер Грибановського району Воронезької області, Російська Федерація — 4 травня 1999, місто Москва) — радянський державний діяч, міністр сільського будівництва СРСР, 1-й секретар Воронезького обкому КПРС, голова Воронезького облвиконкому. Кандидат у члени ЦК КПРС у 1961—1966 роках. Член ЦК КПРС у 1966—1986 роках. Депутат Верховної Ради СРСР 6—10-го скликань.

## Життєпис
Народився в селянській родині. У 1930—1933 роках — учень Тамбовського будівельного технікуму.
Член ВКП(б) з 1932 року.
У 1933 році — заступник головного інженера будівельного відділу радгоспу «Бавовна» № 6 Мірзаульского району Узбецької РСР.
У 1933—1935 роках служив у Червоній армії.
У 1935—1936 роках — технік-будівельник ремонтно-будівельної контори і аероклубу міста Воронежа. У 1936—1938 роках — відповідальний редактор Воронезької багатотиражної газети ремонтно-будівельної контори «Строитель».
У 1938—1940 роках — інструктор Ленінського районного комітету ВКП(б) міста Воронежа, інструктор Воронезького міського комітету ВКП(б), секретар комітету ВКП(б) дизелебудівного заводу міста Воронежа, інструктор організаційно-інструкторського відділу Воронезького обласного комітету ВКП(б).
У 1940—1943 роках — 1-й секретар Ворошиловського районного комітету ВКП(б) міста Воронежа.
У 1943 році — 1-й секретар Аннинського районного комітету ВКП(б) Воронезької області.
У 1943 році — секретар Воронезького міського комітету ВКП(б) з промислового будівництва.
У 1943—1947 роках — заступник секретаря Воронезького обласного комітету ВКП(б) з промислового і житлового будівництва.
У 1947 — 1949 року — 3-й секретар, у 1949 — жовтні 1952 року — секретар Воронезького обласного комітету ВКП(б).
У жовтні 1952 — 8 вересня 1959 року — 2-й секретар Воронезького обласного комітету КПРС.
У 1955 закінчив Всесоюзний заочний політехнічний інститут.
У вересні 1959—1960 роках — інспектор ЦК КПРС.
У квітні — грудні 1960 року — голова виконавчого комітету Воронезької обласної ради депутатів трудящих.
26 листопада 1960 — січень 1963 року — 1-й секретар Воронезького обласного комітету КПРС. 18 січня 1963 — 15 грудня 1964 року — 1-й секретар Воронезького сільського обласного комітету КПРС. 15 грудня 1964 — 23 березня 1967 року — 1-й секретар Воронезького обласного комітету КПРС.
21 лютого 1967 — 8 грудня 1982 року — міністр сільського будівництва СРСР.
З грудня 1982 року — персональний пенсіонер союзного значення в Москві.
Помер 4 травня 1999 року. Похований в Москві на Кунцевському цвинтарі.

## Нагороди
- три ордени Леніна
- орден Вітчизняної війни ІІ ст.
- два ордени Трудового Червоного Прапора
- орден «Знак Пошани»
- медалі